# معبر تل أبيض الحدودي
معبر تل أبيض أو معبر أقجه قلعة هو أحد المعابر الأحد عشر على الحدود بين سوريا وتركيا ويعد بوابة تجارية حيوية بين البلدين. ويعتبر من المعابر النشطة على الحدود التركية السورية، ويفصل بين مدينة تل أبيض في محافظة الرقة السورية ومدينة أقجة قلعة في محافظة أورفة التركية. وقد بلغت إيرادات البوابة خلال العام 2011 حوالي 3.4 مليار ليرة سورية.

## الوضع الحالي للمعبر
سيطرت كتائب المعارضة السورية على المعبر في أوائل العام 2013 قبل أن يسيطر تنظيم داعش بالكامل على محافظة الرقة عام 2015 ومعبر تل أبيض لتعود الوحدات الكردية وبمساندة كبيرة من القوات الأمريكية للسيطرة على المعبر أواخر العام 2016.